# Чак Шумер
Чарльз Елліс «Чак» Шумер (англ. Charles Ellis «Chuck» Schumer; нар. 23 листопада 1950, Бруклін, Нью-Йорк, США) — американський політик, старший сенатор США від штату Нью-Йорк (з 3 січня 1999). До обрання в Сенат США, Шумер був членом Палати представників США з 1981 до 1999 року. Член Демократичної партії.
Лідер меншості у Сенаті з 2017 до 2021 року. Лідер більшості в Сенаті з 20 січня 2021.
У січні 2022 проголосував проти проєкту санкцій для газогону «Північний потік-2» як засобу запобігання російському вторгненню в Україну.

## Біографія
Ранні роки життя та освіта
Шумер народився в Мідвуді, Бруклін, у сім'ї Сельми (уродженої Розен) та Авраама Шумера. Його предки походили з міста Чортків, що в Галичині, на території сучасної Західної України. Шумер закінчив середню школу Джеймса Медісона 1967 року. Навчався в Гарвардському коледжі, де спочатку вивчав хімію, а потім перемкнувся на громадські науки після того, як брав участь у президентській кампанії Юджина Маккарті 1968 року. Після отримання диплома з відзнакою 1971 року Шумер продовжив навчання у Гарвардській школі права, отримавши 1974 року ступінь доктора юридичних наук з відзнакою. Шумер закінчив колегію адвокатів штату Нью-Йорк на початку 1975 року. Однак він ніколи не займався юридичною практикою, обравши натомість політичну кар'єру.
Кар'єра
1974 року Шумер балотувався і був обраний членом Асамблеї штату Нью-Йорк, зайнявши місце, яке раніше займав наставник Шумера, конгресмен Стівен Соларц. Шумер обіймав посаду протягом трьох термінів, з 1975 до 1981 року, працюючи в 181-му, 182-му та 183-му законодавчих органах штату Нью-Йорк. Він ніколи не програвав виборів.
1980 року конгресмен 16-го округу Елізабет Хольцман виграла від демократів на місце в Сенаті республіканця Джейкоба Джавітса. Шумер балотувався на звільнене Гольцман місце в Палаті й переміг.
11 березня 1993 року Шумер представив Закон про відновлення релігійної свободи (також відомий як RFRA). Як член судового комітету Палати представників, Шумер був одним з чотирьох членів Конгресу, які спостерігали за розслідуванням Палати представників (очолюючи демократичний захист адміністрації Клінтона), слухань про облогу Вейко в 1995 році.
1998 року Шумер балотувався в Сенат. Він виграв попередні вибори в Сенаті від Демократичної партії, набравши 51 відсоток голосів проти Джеральдін Ферраро (21 відсоток) та Марка Гріна (19 відсотків). Отримав 54 відсотки голосів на загальних виборах, перемігши чинного республіканця, який був при владі три терміни, Аль Д'Амато (44 відсотки).
Отримав перемогу на виборах від Демократичної партії до Сенату на Нью-йоркському окрузі 29 червня 2016 року. Депутати Сенату обрали Шумера лідером меншості Сенату в листопаді 2016 року. Шумер став першим жителем Нью-Йорку, а також перша євреем, який став лідером Сенату. 20 січня 2021 року демократи отримали більшість у Сенаті США після приведення до присяги новообраних сенаторів від Джорджії Джона Оссоффа та Рафаеля Ворнока, унаслідок чого Шумер став лідером більшості, замінивши республіканця Мітча Макконнелла з Кентуккі, який став лідером меншості Сенату.

## Публікації
У січні 2007 року Шумер опублікував книгу під назвою «Позитивно американське: повернення середнього класу по одній родині за раз», у якій викладаються стратегії, за допомогою яких демократи можуть турбуватися про виборців з середнього класу. Написати книгу йому допоміг Даніель Ескадрон (один із його помічників на той час). Вони спиралися на досвід сенатора, який допоміг його партії перемогти на проміжних виборах 2006 року.

## Особисте життя
Одружений, має двох дітей.

## Нагороди
- Орден «За заслуги» I ст. (Україна, 5 липня 2024) — за вагомий особистий внесок у зміцнення українсько-американського міждержавного співробітництва, підтримку державного суверенітету та територіальної цілісності України[25].